# Mark of the Unicorn
Mark of the Unicorn (рус. Знак единорога; сокр. MOTU) — американская компания-разработчик программного обеспечения и звукозаписывающего оборудования. Образована в 1980 году. Штаб-квартира компании расположена в Кембридже (Массачусетс).

## История
Компания была создана в 1980 году; с 1984 года занимается разработкой программного обеспечения. С появлением первых персональных компьютеров инженеры MOTU создали одну из первых музыкальных программ для Макинтошей. Выпущенный в 1985 году «Performer» на протяжении многих лет оставался самым популярным миди-секвенсором в музыкальной индустрии. Благодаря этому компания быстро стала лидером в производстве программных продуктов и в настоящее время предлагает целый спектр музыкального программного обеспечения, а также занимается выпуском звукозаписывающего оборудования на базе персонального компьютера, включая наиболее популярный MIDI-интерфейс Timepiece.
Продукция MOTU ориентирована на широкий круг пользователей, начиная от музыкантов-любителей, заканчивая звукозаписывающими студиями мирового класса. Среди пользователей MOTU немало известных артистов и композиторов, таких как композитор Дэниел Эльфман, Кэрол Кинг, Джимми Баффетт, коллективы «Aerosmith» и «Boyz II Men», которые активно используют продукты MOTU для написания своей музыки. Многие инженеры компании являются одновременно видными музыкантами.

## Продукция
- Digital Performer
- AudioDesk
- BPM
- MachFive
- MX4
- Unisyn